# معركة فيريبريدج
معركة فيريبريدج (بالإنجليزية: Battle of Ferrybridge)‏ كانت هذه المعركة مجرد اشتباك صغير بيم جيش أسرة يورك و جيش أسرة لانكاستر في سلسلة معارك حرب الوردتين، حدثت هذه المعركة قبل معركة توتون الكبيرة.